# Luigi Bonelli (sceneggiatore)
Luigi Bonelli, agli inizi della carriera noto con lo pseudonimo Wassili Cetoff Sternberg, (Siena, 18 luglio 1892 – Siena, 12 febbraio 1954), è stato uno scrittore e sceneggiatore italiano attivo in campo teatrale, cinematografico e radiofonico. Molti suoi lavori teatrali sono stati firmati con lo pseudonimo Wassili Cetoff Sternberg, un fantomatico autore russo. Ha collaborato con Carlo Ludovico Bragaglia.

## Biografia
Figlio di Alessandro e Anna Nardi. Alla maturità, all'esame d'italiano, presentò un sonetto anziché il tema canonico. Dopo lo sconcerto iniziale, la commissione d’esame non ebbe dubbi nel promuoverlo con 10 e lode.
Prese parte alla prima guerra mondiale sul Carso riportando il congelamento degli arti inferiori, che lo costrinse a letto per due anni. Riprese poi a camminare prima con le stampelle e poi con due inseparabili bastoni, da cui il soprannome di “2 di Bastoni”.
Laureato in Giurisprudenza all'Università di Siena, entrò a La Nazione di Firenze come cronista teatrale, ma la sua passione era scrivere per il teatro.
Aveva già scritto numerose commedie per gli studenti o per i ragazzi, quando ideò una burla, con la complicità di Carlo Ludovico Bragaglia, direttore del Teatro degli Indipendenti, che gli avrebbe aperto le porte del teatro vero. Allora era molto di moda rappresentare autori stranieri, così propose ad un capocomico una sua commedia, affermando essere invece di un famoso autore russo, certo Wassili Cetoff Stenberg che l'aveva data a lui perché la traducesse (dal latino, unica lingua nota ad entrambi) e ne percepisse poi tutti i diritti. La commedia fu un successo e nell'ambiente del teatro, tutti, compresi i critici, volevano mostrare di ben conoscere questo famoso autore russo; nel tesserne le lodi più sperticate e nel raccontare aneddoti veramente incredibili, riuscirono, inconsapevolmente, a rendere uomo questo personaggio nato dalla fantasia del Bonelli.
Dopo la prima commedia “Storienko”, ne seguirono altre quattro di grande successo: furono chiamate “Le commedie a letto“ poiché sulla scena c'era sempre un letto, interpretate da grandi dive come Eleonora Duse, Irma ed Emma Gramatica, Rina Morelli.
L'ultima scritta sotto lo pseudonimo di Cetoff, fu “L'Imperatore“, interpretato da Memo Benassi, ed ebbe un successo tale da far sì che Bragaglia gli consigliasse di rivelare finalmente la verità. Fu così che dal fantasma di Cetoff uscì fuori Luigi Bonelli e da allora la sua carriera fu costellata di successi.
Scrisse il libretto di alcune operette con diversi musicisti, da “Stenterello e il Granduca” a “La maschera nuda”, a “Monelli fiorentini”, ma il suo capolavoro in questo settore fu “Rompicollo“. L'operetta, con le musiche di Giuseppe Pietri, parla del Palio di Siena e di una ragazza che riesce a correrlo e a vincerlo e che sarà rappresentato perfino a Berlino. Ma anche della sua contrada, la Selva, che adorava e per la quale ideò le “monture" dei figuranti.
La figlia, Rosanna Bonelli, correrà veramente il Palio nel 1957 per la Contrada dell'Aquila e sarà ricordata proprio come Rompicollo. Nello stesso anno 1957, il regista Luigi Zampa dirigerà il film La ragazza del Palio che avrà molte analogie con l’operetta “Rompicollo” e al quale parteciperà la stessa Rosanna. 
L'altra figlia, Maura detta "Rilli", deceduta il 15/11/2011, nel 2005 dette alle stampe Cetoff mio padre. La storia di Luigi Bonelli, scrittore senese (Betti Editore), un omaggio allo scrittore senese, attraverso aneddoti e ricordi.
Seguirono molte commedie tutte brillanti, basta segnalare “L'uomo che sorride, ovvero la bisbetica domata in altro modo“ interpretato da Vittorio De Sica, “Mazarino“ con Ruggero Ruggeri, “Cicero“ con Armando Falconi, “La fidanzata d'America“ con Paola Borboni e l'ultima, nel 1953, “L'Imperatrice in vacanza“ con Diana Torrieri. Fece molto cinema, con film storici come “Pia de' Tolomei” con la Paolieri e altri come “Oliva incantesimo tragico“ con María Félix e Rossano Brazzi e “Gli angeli del quartiere“ con Rossana Podestà.
Fece tantissima radio con radioscene, radiocronache del Palio, sua la prima cronaca del Palio radiofonica di cui Silvio Gigli si considera epigono, e tante conferenze su Caterina da Siena che ammirava intensamente; infatti, quando fu fatto Archintronato della Accademia degli Intronati di Siena, promosse ed avviò la Cattedra agli Studi Cateriniani.
Nell'epoca fascista, lui che era tutto fuori che un politico, fu chiamato a presiedere gli autori Italiani, per compilare la legge sul diritto d'autore, a tutt'oggi in vigore. Adorò sempre i ragazzi e scrisse per loro moltissimo. Ricordiamo “Le fiabe di Trescone e Tarantella“, “Il teatro in erba“ e specialmente due libri entrambi premiati: “Boccaperta in Furberia“ Premio San Remo per i ragazzi e “Il teatro dei ragazzi" Premio Saint Vincent.
Era sempre presente a tutti i Festival e alle manifestazioni teatrali. Nel 1944, dopo la distruzione del Monastero di Montecassino, ricordando una settimana Santa passata lassù, scrisse un'ode intitolata “La passione“ che auspica, sul finire della lettura, l'avvento dell'Europa Unita, e che dimostra come fosse, oltre che un grande scrittore e commediografo, anche un grande credente.
Continuò, in ogni modo, l'attività giornalistica e i suoi servizi furono innumerevoli e si dedicò anche alla regia di alcune opere liriche e finò all'ultimo scrisse commedie e testi. Fece in tempo nel 1953 a veder vincere il Palio dalla Selva, togliendosi così la cuffia, dopo 30 anni dall'ultimo palio vinto. Morì l'anno successivo in seguito ad una emorragia.

## Opere

### Libretti di operette
- Stenterello e il Granduca
- La maschera nuda
- Monelli fiorentini
- Rompicollo

### Commedie
- Storienko
- L'uomo che sorride, ovvero la bisbetica domata in altro modo
- Mazarino
- Cicero
- Dramma di sogni (1926)
- Il medico della signora malata (1927)
- L'imperatore (1929)
- La fidanzata d'America
- L'Imperatrice in vacanza (1953)

### Film
- Palio, regia di Alessandro Blasetti (1932) - soggetto
- Pia de' Tolomei, regia di Esodo Pratelli (1941) - soggetto
- Il vetturale del San Gottardo, regia di Hans Hinrich ed Ivo Illuminati (1941)
- Trent'anni di servizio, regia di Mario Baffico (1945) - sceneggiatura
- Capitan Demonio, regia di Carlo Borghesio (1949) - soggetto e sceneggiatura
- Incantesimo tragico (Oliva), regia di Mario Sequi (1951) - soggetto e sceneggiatura
- Gli angeli del quartiere, regia di Carlo Borghesio (1952) - soggetto
- Sul ponte dei sospiri, regia di Antonio Leonviola (1953) - soggetto e sceneggiatura

### Opere letterarie
- Le fiabe di Trescone e Tarantella
- Il teatro in erba
- Boccaperta in Furberia
- Il teatro dei ragazzi
- La Passione (1944)

## Video
- Contradaioli d'autore - Luigi Bonelli su Siena Tv  Luigi Bonelli, su YouTube.